# エドガルド・アルフォンゾ

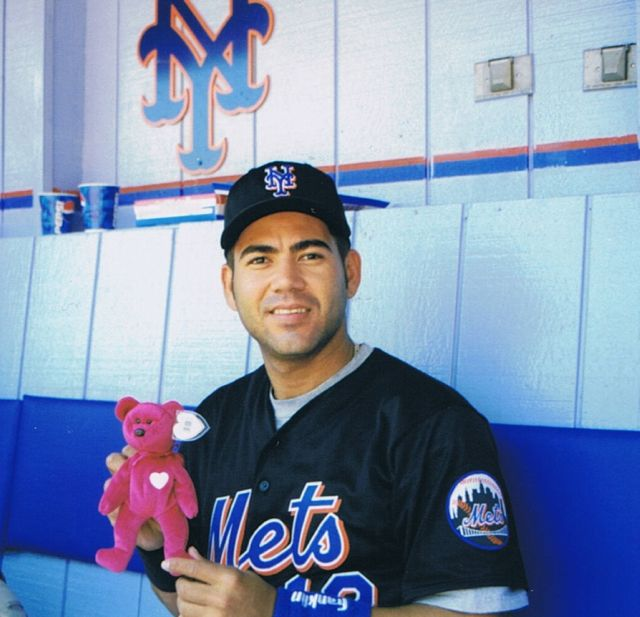
ニューヨーク・メッツ時代
(1999年5月30日)

エドガルド・アントニオ・アルフォンゾ（Edgardo Antonio Alfonzo, 1973年11月8日 - ）は、ベネズエラのミランダ州インデペンデンシア市サンタテレサデルトゥイ出身の元プロ野球選手（内野手）。

## 経歴

### メッツ時代
1991年2月19日、アマチュア・フリーエージェントでニューヨーク・メッツと契約し、プロ入り。
1995年4月26日にメジャーデビューを果たす。以後メッツのレギュラーに定着した。
1999年は打率.304、27本、108打点の好成績を残し、シルバースラッガー賞を受賞した（ナショナルリーグ・二塁手部門）。なおこの年のメッツ内野陣（一塁ジョン・オルルド、二塁アルフォンゾ、遊撃レイ・オルドニェス、三塁ロビン・ベンチュラ）は非常に高い評価を受け、スポーツ・イラストレイテッド誌の表紙も飾っている。
2000年も打率.324、25本、94打点の好成績を残し、初のオールスターゲーム出場。メッツのワールドシリーズ出場に貢献した。

### ジャイアンツ時代
2002年10月28日にメッツをFAとなり、12月16日にサンフランシスコ・ジャイアンツへ移籍した。
ジャイアンツではレギュラー三塁手として活躍していたが、2005年は故障に苦しみ、またペドロ・フェリスの台頭などもあり出場機会が減少した。

### エンゼルス時代
2005年12月22日に、スティーブ・フィンリーとのトレードで、ロサンゼルス・エンゼルス・オブ・アナハイムへ移籍。
2006年開幕前の3月に第1回WBCのベネズエラ代表に選出された。
シーズン開幕後の5月21日にエンゼルスを解雇された。

### ブルージェイズ時代
2006年5月25日に、マイナー契約でトロント・ブルージェイズへ移籍。6月12日に解雇される。

### メッツ復帰
2006年7月15日に、マイナー契約で古巣メッツへ移籍。

### 独立リーグ・メキシコ時代
2007年以降は独立リーグやメキシカンリーグでプレーするなど、2006年を最後にMLB傘下で公式戦をプレーすることはなかった。

### 巨人時代
2009年、日本でのプレーを目指し読売ジャイアンツの入団テストを受験、2月9日に年俸3,500万円+出来高の1年契約を結んだ。背番号は13。
3月1日の日本対巨人のWBC強化試合では、杉内俊哉から、先制本塁打を放つ。開幕戦では二塁手でスタメン出場するも二塁の守備範囲の狭さを露呈、その後は主に一塁を守る。しかし、打率は1割台前半と低迷し二軍落ち、最終的に打率.146、2本塁打、4打点という成績に終わり、12月2日に退団が決定した。

### 独立リーグ時代
2010年、アメリカ独立リーグ・アトランティックリーグのニューアーク・ベアーズと契約した。
2011年以降はウィンターリーグのみでプレーし、2012年12月2日に現役引退を表明した。

### 現役引退後
2017年から2019年まで、ニューヨーク・メッツ傘下A-級のブルックリン・サイクロンズの監督を務めた。
2020年1月、「メッツ野球殿堂」に選出された。
2022年より、独立リーグ・アトランティックリーグの新球団であるスタテンアイランド・フェリーホークスの初代監督に就任した。

## 選手としての特徴
ポジションは主にサードとセカンドで、他にショート・ファーストでのプレー経験がある。ニューヨーク・メッツ時代は、チーム事情にあわせてサードとセカンドを行き来していた。マイナー時代に、捕手としてのプレー経験もある。

## 人物
巨人でチームメートとなったアレックス・ラミレスとは幼馴染であり、共にリトルリーグのベネズエラ代表にも選ばれている（ポジションはアルフォンゾが正遊撃手、ラミレスが控え投手）。ラミレスは「尊敬していたし、あこがれの人だった」と語っている。巨人にテストを受けに来たのも、ラミレスからの紹介によるものが大きい。愛称は「フォンジー」である。
中日ドラゴンズの荒木雅博は、アルフォンゾのメッツ時代からの大ファンで4月19日の試合前にはサインをもらいに行っている。
2軍では中井大介や大田泰示の指導をする姿も見られた。

## 詳細情報

### 年度別打撃成績
| 年 度     | 球 団     | 試 合 | 打 席 | 打 数 | 得 点 | 安 打 | 二 塁 打 | 三 塁 打 | 本 塁 打 | 塁 打 | 打 点 | 盗 塁 | 盗 塁 死 | 犠 打 | 犠 飛 | 四 球 | 敬 遠 | 死 球 | 三 振 | 併 殺 打 | 打 率 | 出 塁 率 | 長 打 率 | O P S |
| --------- | --------- | ----- | ----- | ----- | ----- | ----- | -------- | -------- | -------- | ----- | ----- | ----- | -------- | ----- | ----- | ----- | ----- | ----- | ----- | -------- | ----- | -------- | -------- | ----- |
| 1995      | NYM       | 101   | 356   | 335   | 26    | 93    | 13       | 5        | 4        | 128   | 41    | 1     | 1        | 4     | 4     | 12    | 1     | 1     | 37    | 7        | .278  | .301     | .382     | .683  |
| 1996      | NYM       | 123   | 407   | 368   | 36    | 96    | 15       | 2        | 4        | 127   | 40    | 2     | 0        | 9     | 5     | 25    | 2     | 0     | 56    | 8        | .261  | .304     | .345     | .649  |
| 1997      | NYM       | 151   | 599   | 518   | 84    | 163   | 27       | 2        | 10       | 224   | 72    | 11    | 6        | 8     | 5     | 63    | 0     | 5     | 56    | 4        | .315  | .391     | .432     | .823  |
| 1998      | NYM       | 144   | 630   | 557   | 94    | 155   | 28       | 2        | 17       | 238   | 78    | 8     | 3        | 2     | 3     | 65    | 1     | 3     | 77    | 11       | .278  | .355     | .427     | .782  |
| 1999      | NYM       | 158   | 726   | 628   | 123   | 191   | 41       | 1        | 27       | 315   | 108   | 9     | 2        | 1     | 9     | 85    | 2     | 3     | 85    | 14       | .304  | .385     | .502     | .886  |
| 2000      | NYM       | 150   | 650   | 544   | 109   | 176   | 40       | 2        | 25       | 295   | 94    | 3     | 2        | 0     | 6     | 95    | 1     | 5     | 70    | 12       | .324  | .425     | .542     | .967  |
| 2001      | NYM       | 124   | 519   | 457   | 64    | 111   | 22       | 0        | 17       | 184   | 49    | 5     | 0        | 1     | 5     | 51    | 0     | 5     | 62    | 7        | .243  | .322     | .403     | .725  |
| 2002      | NYM       | 135   | 562   | 490   | 78    | 151   | 26       | 0        | 16       | 225   | 56    | 6     | 0        | 0     | 3     | 62    | 8     | 7     | 55    | 5        | .308  | .391     | .459     | .851  |
| 2003      | SF        | 142   | 586   | 514   | 56    | 133   | 25       | 2        | 13       | 201   | 81    | 5     | 2        | 3     | 7     | 58    | 4     | 4     | 41    | 14       | .259  | .334     | .391     | .726  |
| 2004      | SF        | 139   | 576   | 519   | 66    | 150   | 26       | 1        | 11       | 211   | 77    | 1     | 1        | 2     | 4     | 46    | 2     | 5     | 40    | 15       | .289  | .350     | .407     | .757  |
| 2005      | SF        | 109   | 402   | 368   | 36    | 102   | 17       | 1        | 2        | 127   | 43    | 2     | 0        | 1     | 4     | 27    | 1     | 2     | 34    | 11       | .277  | .327     | .345     | .672  |
| 2006      | LAA       | 18    | 52    | 50    | 1     | 5     | 1        | 0        | 0        | 6     | 1     | 0     | 0        | 0     | 0     | 2     | 0     | 0     | 3     | 1        | .100  | .135     | .120     | .255  |
| 2006      | TOR       | 12    | 43    | 37    | 4     | 6     | 1        | 0        | 0        | 7     | 4     | 0     | 0        | 0     | 0     | 5     | 0     | 1     | 1     | 1        | .162  | .279     | .189     | .468  |
| '06計     | TOR       | 30    | 95    | 87    | 5     | 11    | 2        | 0        | 0        | 13    | 5     | 0     | 0        | 0     | 0     | 7     | 0     | 1     | 4     | 2        | .126  | .200     | .149     | .349  |
| 2009      | 巨人      | 21    | 46    | 41    | 3     | 6     | 0        | 0        | 2        | 12    | 4     | 0     | 0        | 0     | 1     | 4     | 0     | 0     | 10    | 1        | .146  | .217     | .293     | .510  |
| MLB：12年 | MLB：12年 | 1506  | 6108  | 5385  | 777   | 1532  | 282      | 18       | 146      | 2288  | 744   | 53    | 17       | 31    | 55    | 596   | 22    | 41    | 617   | 110      | .284  | .357     | .425     | .782  |
| NPB：1年  | NPB：1年  | 21    | 46    | 41    | 3     | 6     | 0        | 0        | 2        | 12    | 4     | 0     | 0        | 0     | 1     | 4     | 0     | 0     | 10    | 1        | .146  | .217     | .293     | .510  |

### 表彰
MLB
- シルバースラッガー賞：1回 （1999年）

### 記録
MLB
- MLBオールスターゲーム選出：1回 （2000年）

NPB
- 初出場・初先発出場：2009年4月3日、対広島東洋カープ1回戦（東京ドーム）、6番・二塁手で先発出場
- 初安打：同上、4回裏にコルビー・ルイスから中前安打
- 初本塁打・初打点：2009年4月8日、対横浜ベイスターズ2回戦（横浜スタジアム）、4回表に工藤公康から左越ソロ

### 背番号
- 13 （1995年 - 2004年、2006年、2009年）
- 12 （2005年）

### 代表歴
- 2006 ワールド・ベースボール・クラシック・ベネズエラ代表